# 马骏烈士墓
39°55′02″N 116°26′30″E / 39.91709°N 116.441543°E
马骏烈士墓，位于北京市朝阳区日坛北路6号日坛公园内，是中国共产党革命烈士马骏的墓。

## 简介
马骏（1895年-1928年），又名马天安，字繘泉，号准台，回族，吉林省宁安县（今黑龙江省宁安市）人，五四运动时期活动家，中国东北地区中国共产党创始人之一，中共北京市委书记兼组织部部长。民国十七年（1928年），由于遭人举报，马骏在北京遭到张作霖杀害，安葬在如今的日坛公园内。
1945年，马骏被中国共产党追认为革命烈士。1951年，北京市人民政府公祭马骏，并重修马骏墓，墓碑由郭沫若题写。1986年，“马骏烈士墓”被公布为朝阳区文物保护单位。1987年重修，墓碑改由邓颖超题写。同时还将马骏夫人杨秀蓉迁葬到马骏墓东侧。马骏墓为汉白玉砌成，台基四周有白石护拦。1995年，中共北京市朝阳区委、朝阳区人民政府将马骏烈士墓定为朝阳区爱国主义教育基地，并且建立马骏半身铜像以及马骏纪念室。2001年，马骏烈士墓被定为北京市爱国主义教育基地。
马骏烈士墓位于日坛公园西北角，墓地坐北朝南，分为墓道区（占地面积约208平方米）、塑像区（占地面积约132平方米）、墓区（占地面积约90平方米）。墓区内，墓丘是卧式长方形汉白玉，汉白玉墓碑在墓丘北端。墓地东南角立有石碑，上题：“北京市人民政府一九八七年三月二十日批准、北京市民政局一九八七年六月十四日公布马骏烈士墓为北京市重点烈士纪念建筑物保护单位”。墓的北、东、西三面有松树、柏树，其中墓碑北侧的两株松柏是马骏夫人杨秀蓉1928年在安葬马骏时亲手种植。广场西侧有马骏纪念室。